# Таквила (Вашингтон)
Таквила (енгл. Tukwila) град је у америчкој савезној држави Вашингтон. По попису становништва из 2010. у њему је живело 19.107 становника.

## Демографија
Према попису становништва из 2010. у граду је живело 19.107 становника, што је 1.926 (11,2%) становника више него 2000. године.
| Група             | 2000.         | 2010.         |
| Белци             | 9.297 (54,1%) | 7.186 (37,6%) |
| Афроамериканци    | 2.198 (12,8%) | 3.418 (17,9%) |
| Азијати           | 1.870 (10,9%) | 3.638 (19,0%) |
| Хиспаноамериканци | 2.329 (13,6%) | 3.349 (17,5%) |
| Укупно            | 17.181        | 19.107        |